# Государственный строй Доминики
Государственный строй Доминики — парламентская республика.
Главой страны является Президент, избираемый парламентом на пятилетний срок. Исполнительная власть принадлежит правительству во главе с премьер-министром. Законодательная власть представлена Ассамблеей — однопалатным парламентом. Парламент состоит из 32 депутатов: 21 из них избирается всеобщим голосованием в стране на многопартийной основе, 9 — назначаются Президентом по рекомендациям (5 — от премьер-министра, 4 — от лидера оппозиции). Ещё в Ассамблее присутствуют два особых члена. Право голоса имеют все граждане республики старше 18 лет. Судебные органы по законодательству независимы.

## Текущее состояние
В настоящий момент Президентом является Чарльз Саварин (с 2013 года), премьер-министром — Рузвельт Скеррит (с 2004 года). После выборов 6 декабря 2019 года 18 мест получила Доминикская лейбористская партия, 3 — Объединённая рабочая партия.

## Политика Доминики
В январе 2008 года Доминика вступила в организацию ALBA (Alternativa Bolivariana para las Americas), куда ранее вступили Венесуэла, Куба, Боливия, Гондурас и Никарагуа, проводящую жёсткую антиамериканскую политику.